# Callirhipis carinifer
Callirhipis carinifer là một loài bọ cánh cứng trong họ Callirhipidae. Loài này được Champion mô tả khoa học đầu tiên năm 1896.